# Suctobelbella carinata
Suctobelbella carinata är en kvalsterart som först beskrevs av Balogh och Sandór Mahunka 1969.  Suctobelbella carinata ingår i släktet Suctobelbella och familjen Suctobelbidae. Inga underarter finns listade i Catalogue of Life.